# ويلهلم فون برينكن
ويلهلم فون برينكن (بالألمانية: William von Brincken)‏ مواليد 27 مايو 1881 في فلنسبورغ، شلسفيغ هولشتاين، ألمانيا - الوفاة 18 يناير 1946 في لوس أنجلوس، هو ممثل أمريكي بدأ مسيرته الفنية سنة 1914. من أعماله يعيش فيلا. امتدت مسيرته الفنية لأكثر من 30 عاما.

## روابط خارجية
- ويلهلم فون برينكن على موقع IMDb (الإنجليزية)
- ويلهلم فون برينكن على موقع أول موفي (الإنجليزية)
- ويلهلم فون برينكن على موقع أول موفي (الإنجليزية)
- ويلهلم فون برينكن على موقع قاعدة بيانات الأفلام السويدية (السويدية)
- ويلهلم فون برينكن على موقع قاعدة بيانات الفيلم (الإنجليزية)
- ويلهلم فون برينكن على موقع كينوبويسك (الروسية)